# Жусийо (кампус)
Кампусът Жусийо (на френски: Campus universitaire de Jussieu) е университетски кампус в 5-и арондисман в Париж.
Основната част от него е заета от Университета „Пиер и Мария Кюри“, а по-малка - от учебни корпуси на Университета „Париж Дидро“ и Парижкия институт по геофизика.
Главният вход на кампуса е на едноименния площад. И площадът, и кампусът са наречени на френския род ботаници Дьо Жусийо (Антоан дьо Жусийо, Антоан-Лоран дьо Жусийо и др.), много от които съществено допринесли за развитието на ботаническата градина на намиращия се в съседство на кампуса Национален природонаучен музей.
Кампусът приютява сгради на 1 от най-престижните университети в Европа (Според Шанхайската класация на световните университети за 2009 г. Университетът „Пиер и Мария Кюри“ е на 39-о място в света, 5-о в Европа и 1-во във Франция), а неспиращите повече от десетилетие строителни работи по неговото обезазбестяване му носят славата на „вечен строеж“.

## История
Кампусът е построен на мястото на Виненото хале и е открит през 1959 г. В сградите му се помещава Факултетът на науките на Парижкия университет. След събитията от май 1968 г. и разделянето на Парижкия университет в кампуса са настанени университетите Париж VI и Париж VII, които по-късно са наречени съответно на Пиер и Мария Кюри и на Дени Дидро.

## Проблеми с азбеста
В строежа на кампуса са вложени големи количества азбест, изключително популярен в строителството по онова време поради ниската му запалимост. През 1970-те години става известно, че азбестът е канцерогенен. Към 2007 г. са преброени 22 смъртни случая и 130 заболели вследствие на излагане на въздействието на азбест в кампуса.
От средата на 1990-те години в кампуса се извършват строителни работи за обезазбестяване на строежа. Азбестът е премахнат от централната кула и някои крила, а голяма част от все още съдържащите азбест крила са затворени. Пълното обезазбестяване се очаква да приключи през 2016 г.
От началото на академичната 2008/9 г. по-голямата част от лабораториите и учебните центрове на Университета Дени Дидро са преместени в новопостроения кампус „Големите мелници“. През 2009 г. от кампуса са изнесени и лабораториите на Парижкия институт по геофизика. По-голямата част от сградите, заемани от тези институти, са подложени на обезазбестяване.

## Архитектура
Крилата на кампуса образуват „решетка“, проектирана от архитекта Едуар Албер и построена между 1964 и 1971 г., а в центъра се намира високо здание. 2 от по-старите сгради, на самия бряг на Сена, са проектирани от Урбан Касан и са построени между 1958 и 1961 г.
През 1964 г., когато наближава времето децата от демографския взрив след Втората световна война да постъпват в университета, се изостря нуждата от сгради за приемащите университети. Тогавашният министър Андре Малро поставя на Едуар Албер задачата да построи голям кампус, който да приеме нарасналия брой студенти. Албер построява кампуса по подобие на Ескориала край Мадрид, но с изцяло метали конструкции: 5-етажни сгради обграждат множество вътрешни дворчета.